# 羽前小松站
羽前小松站（日语：／ Uzen-Komatsu eki */?）是位於山形縣東置賜郡川西町大字上小松1644番，東日本旅客鐵道（JR東日本）的米坂線車站。

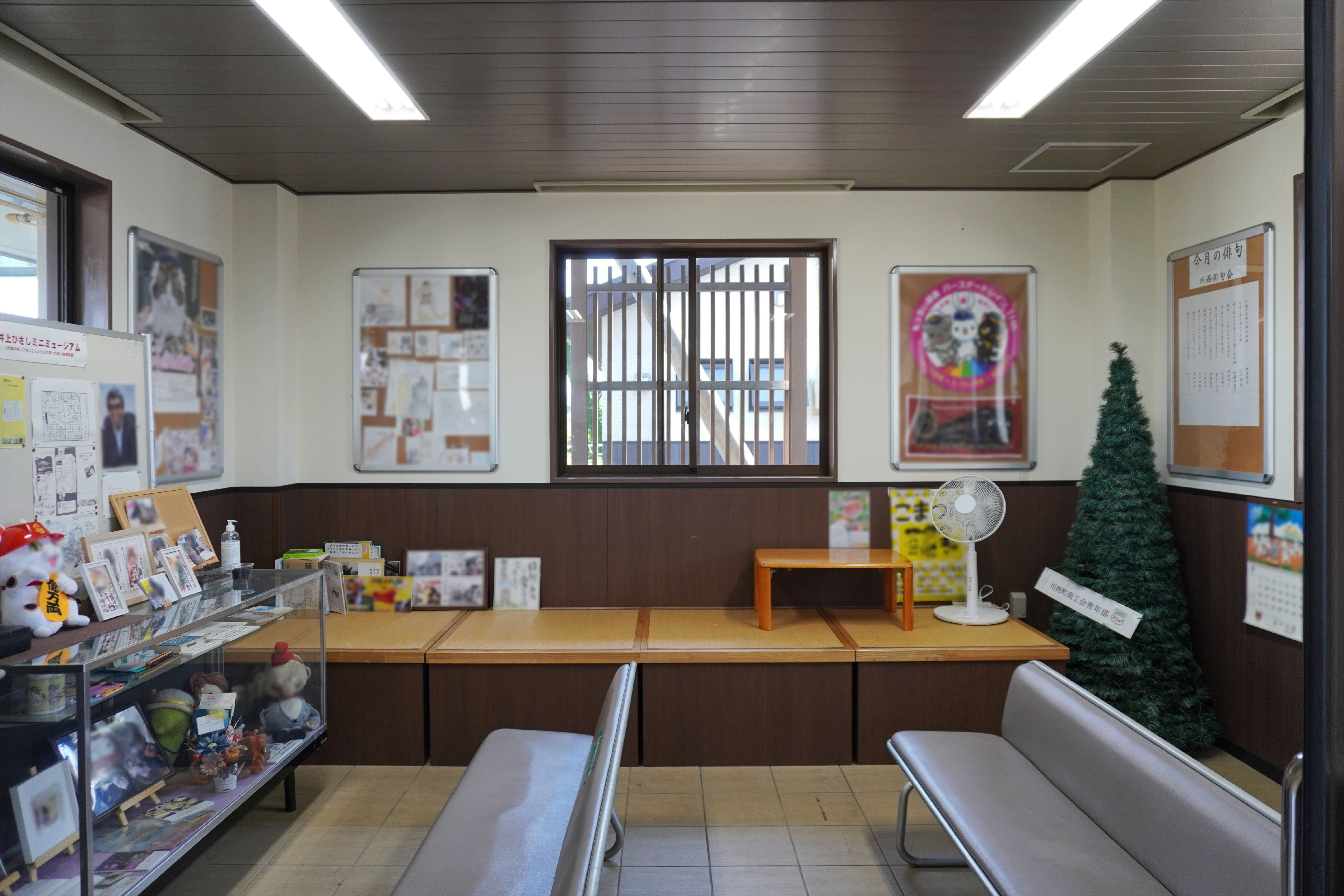
車站內部（2023年7月）

## 歷史

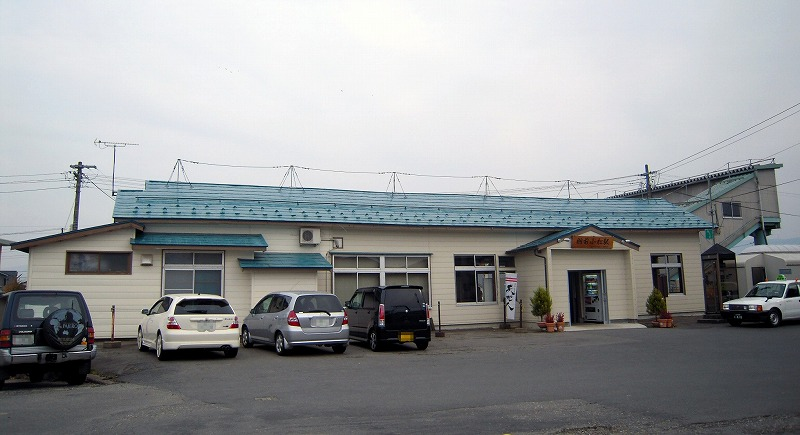
舊站房（2009年10月）

為了改善國鐵業務，推行了無人化計劃，羽前小松站是其中一座車站計劃無人化。在1982年，川西町以「不要關燈 町之站」作為口號，成立了「羽前小松站業務管理組合」。為全國首個「町民站」，由町民營運車站。但是隨著售票量減少，營運開始困難，由町資助的方式來維持也開始困難。在2010年，當地居民組成了組織繼續營運。

### 年表
- 1926年（大正15年）9月28日：米坂線米澤至今泉之間開通，此站啟用。
- 1982年（昭和57年）3月20日：成為簡易委託車站，委托了町民組織負責車站業務。
- 1987年（昭和62年）4月1日：伴隨國鐵分割民營化，車站由東日本旅客鐵道（JR東日本）營運。
- 2010年（平成22年）4月1日：受託者由「羽前小松站業務管理組合」改為「站・町街小松」。同時，位於東出口的簡易型自動售票機撤走。
- 2012年（平成24年）8月5日：設定逢第一和三個星期日為售票業務休息日。
- 2013年（平成25年）12月1日：售票業務休息日改為逢第二、四個星期日（第一、三個星期日回復營業）。
- 2014年（平成26年）3月22日：車站大樓重建完成[1][2]。

## 車站構造

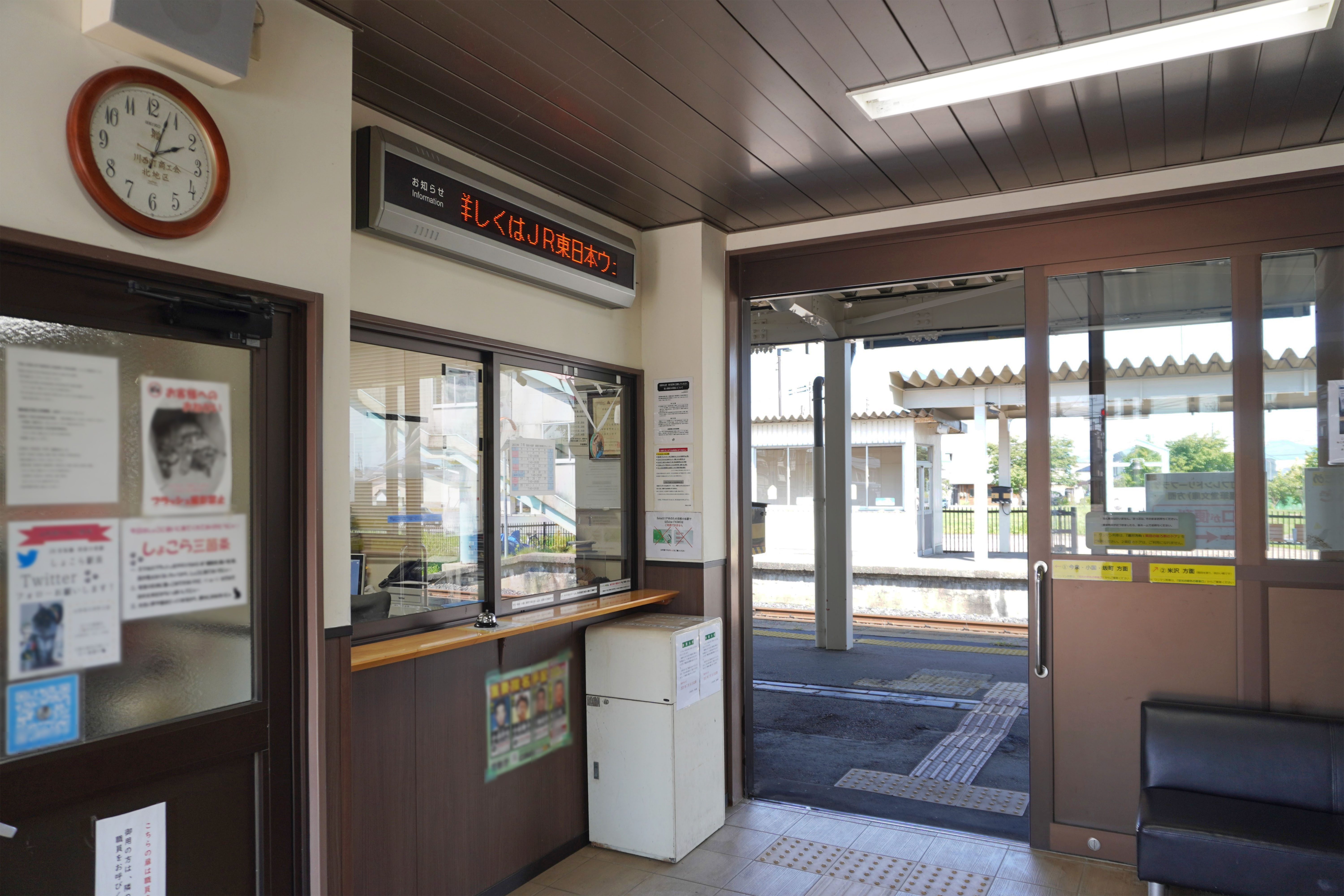
驗票口（2023年7月）

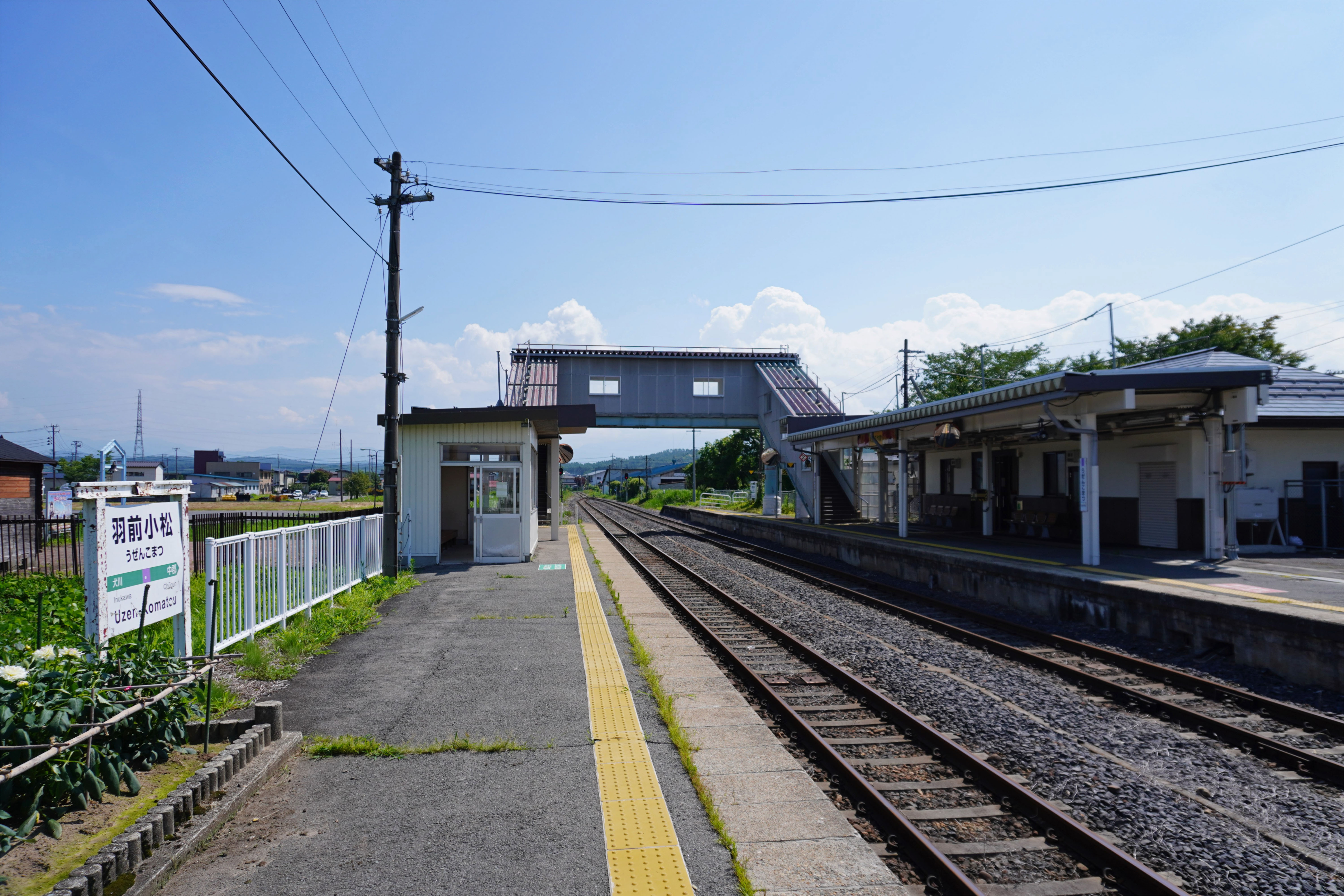
月台（2023年7月）

本站是地面車站，設有2面2線的相對式月台。各月台之間設有跨線橋連接。車站大樓位於出入口一方，2號月台側設有東出口。此站是由米澤站管理的簡易委託車站。車站設有售票櫃臺（營業時間 平日7:45 - 19:00、星期六日及假期 8:45 - 16:30。逢第二、四個星期日休息）和POS終端。

### 月台
| 月台 | 路線    | 上下行 | 方向           |
| ---- | ------- | ------ | -------------- |
| 1    | ■米坂線 | 下行   | 今泉、小國方向 |
| 2    | ■米坂線 | 上行   | 米澤方向       |

參考

## 使用狀況
根據「JR東日本」的資料，在2019年度（令和元年度）1日平均乘車人次為260人。
| 乘車人次變化       | 乘車人次變化     | 乘車人次變化    |
| 年度               | 1日平均 乘車人次 | 參考資料        |
| ------------------ | ---------------- | --------------- |
| 2000年（平成12年） | 400              | [ 利用客数 2 ]  |
| 2001年（平成13年） | 345              | [ 利用客数 3 ]  |
| 2002年（平成14年） | 339              | [ 利用客数 4 ]  |
| 2003年（平成15年） | 317              | [ 利用客数 5 ]  |
| 2004年（平成16年） | 320              | [ 利用客数 6 ]  |
| 2005年（平成17年） | 310              | [ 利用客数 7 ]  |
| 2006年（平成18年） | 286              | [ 利用客数 8 ]  |
| 2007年（平成19年） | 286              | [ 利用客数 9 ]  |
| 2008年（平成20年） | 278              | [ 利用客数 10 ] |
| 2009年（平成21年） | 289              | [ 利用客数 11 ] |
| 2010年（平成22年） | 278              | [ 利用客数 12 ] |
| 2011年（平成23年） | 303              | [ 利用客数 13 ] |
| 2012年（平成24年） | 302              | [ 利用客数 14 ] |
| 2013年（平成25年） | 345              | [ 利用客数 15 ] |
| 2014年（平成26年） | 322              | [ 利用客数 16 ] |
| 2015年（平成27年） | 338              | [ 利用客数 17 ] |
| 2016年（平成28年） | 336              | [ 利用客数 18 ] |
| 2017年（平成29年） | 322              | [ 利用客数 19 ] |
| 2018年（平成30年） | 290              | [ 利用客数 20 ] |
| 2019年（令和元年） | 260              | [ 利用客数 1 ]  |

## 車站周邊
- 國道287號（日语：国道287号）
- 川西大麗花園（日语：川西ダリヤ園） - 步行15分鐘
- 川西町公所
- 川西町友好廣場（日语：川西町フレンドリープラザ）（設有由井上廈寄贈的「遲筆堂文庫」）- 步行5分鐘
- 三菱鉛筆 山形工場
- 山形縣立置賜農業高等學校（日语：山形県立置賜農業高等学校） - 步行15分鐘
- 川西町立川西中學
- 川西町立小松小學
- 小松郵局
- 米澤警署（日语：米沢警察署）川西駐在所

## 巴士路線
- 山交巴士（日语：山交バス (山形県)）
  - 川西診療所前 - 小松站前 - 中郡 - 六鄉農協前 - 三友堂醫院前 - 市立醫院前 - 米澤站前（星期六日暫停服務）

## 相鄰車站
東日本旅客鐵道（JR東日本）
■米坂線
□快速「紅花」、■普通
中郡－羽前小松－犬川

## 注腳

### 使用狀況
1. 1 2  . 東日本旅客鉄道.   [2020-07-18]. （原始内容存档于2020-07-14） （日语）.
2. ↑  . 東日本旅客鉄道.   [2019-02-22]. （原始内容存档于2019-04-02） （日语）.
3. ↑  . 東日本旅客鉄道.   [2019-02-22]. （原始内容存档于2019-02-22） （日语）.
4. ↑  . 東日本旅客鉄道.   [2019-02-22]. （原始内容存档于2019-04-02） （日语）.
5. ↑  . 東日本旅客鉄道.   [2019-02-22]. （原始内容存档于2019-03-27） （日语）.
6. ↑  . 東日本旅客鉄道.   [2019-02-22]. （原始内容存档于2019-02-23） （日语）.
7. ↑  . 東日本旅客鉄道.   [2019-02-22]. （原始内容存档于2019-04-02） （日语）.
8. ↑  . 東日本旅客鉄道.   [2019-02-22]. （原始内容存档于2019-04-02） （日语）.
9. ↑  . 東日本旅客鉄道.   [2019-02-22]. （原始内容存档于2019-04-02） （日语）.
10. ↑  . 東日本旅客鉄道.   [2019-02-22]. （原始内容存档于2019-02-22） （日语）.
11. ↑  . 東日本旅客鉄道.   [2019-02-22]. （原始内容存档于2019-04-02） （日语）.
12. ↑  . 東日本旅客鉄道.   [2019-02-22]. （原始内容存档于2019-04-02） （日语）.
13. ↑  . 東日本旅客鉄道.   [2019-02-22]. （原始内容存档于2019-04-02） （日语）.
14. ↑  . 東日本旅客鉄道.   [2019-02-22]. （原始内容存档于2019-03-27） （日语）.
15. ↑  . 東日本旅客鉄道.   [2019-02-22]. （原始内容存档于2019-03-06） （日语）.
16. ↑  . 東日本旅客鉄道.   [2019-02-22]. （原始内容存档于2019-04-02） （日语）.
17. ↑  . 東日本旅客鉄道.   [2019-02-22]. （原始内容存档于2019-03-23） （日语）.
18. ↑  . 東日本旅客鉄道.   [2019-02-22]. （原始内容存档于2019-03-27） （日语）.
19. ↑  . 東日本旅客鉄道.   [2019-02-22]. （原始内容存档于2019-03-25） （日语）.
20. ↑  . 東日本旅客鉄道.   [2019-07-24]. （原始内容存档于2019-07-05） （日语）.

## 外部連結
- 車站資訊（羽前小松）：東日本旅客鐵道（日語）
- 站・町街小松 （页面存档备份，存于）（日語） - 車站業務受託團體的官方網站